# Julia Gama
Julia Weissheimer Werlang Gama (Porto Alegre, 18 de mayo de 1993) es una modelo y actriz brasileña nombrada ganadora del concurso de belleza Miss Brasil 2020. Representó a Brasil en el certamen de Miss Universo 2020 y terminó como primera finalista.

## Concursos de belleza

### Miss Mundo Brasil 2014
Julia representó a su país natal, Brasil, en Miss Mundo 2014. El espectáculo final se llevó a cabo el 14 de diciembre de 2014, en Londres, Inglaterra. Habiendo sido una de las primeras favoritas en la competencia, Julia se ubicó entre los 11 mejores semifinalistas. La eventual ganadora fue Rolene Strauss de Sudáfrica, quien se convirtió en la tercera mujer sudafricana en ganar el título.

### Miss Brasil 2020
Julia fue nombrada Miss Brasil 2020 el 20 de agosto del mismo año. Fue elegida por la organización sin concurso debido a la pandemia de COVID-19.

### Miss Universo 2020
Como ganadora de Miss Brasil 2020, Gama representó a Brasil en la 69.ª edición del concurso Miss Universo 2020, celebrada el 16 de mayo de 2021 en el Seminole Hard Rock Hotel & Casino en Hollywood, Florida, Estados Unidos. Gama terminó en segundo lugar detrás de Andrea Meza de México.  Esta es la posición no ganadora más alta de Brasil desde 2007, cuando Natália Guimarães también terminó como 1.ª finalista.

## Carrera televisiva
Pocos días después de participar en Miss Universo 2020, Gama fue juez invitado en Dança dos Famosos , transmitido por TV Globo.
En julio de 2021 se anunció que había sido contratada para formar parte del programa Faustão na Band . Sin embargo, a fines de octubre de 2021, Gama anunció oficialmente que el compromiso había sido cancelado de mutuo acuerdo porque tenía poco tiempo libre para dedicarse al proyecto. Los rumores, sin embargo, indicaban que podría haber sido contratada para participar en Gran Hermano Brasil 22.
En mayo de 2022 fue confirmada como una de las huéspedes de La casa de los famosos de Telemundo, donde luego de 35 días fue eliminada.
En junio de 2023, actuó en un episodio de Amores que engañan. El 26 de junio de 2023, fue confirmada para otro programa de la misma cadena, Los 50.
Gama cubrió para Telemundo Internacional la gala final del Miss Universo 2023 el 18 de noviembre de 2023 en San Salvador.
Actualmente, para 2025 participa en La casa de los famosos All-Stars, donde fue eliminada en el día 49.

## Vida personal
Gama mantuvo una relación sentimental desde junio de 2022 con su entonces compañero de LCDLF, Rafael Nieves, hasta junio de 2024.